# Wilhelm Wulff (Künstler)

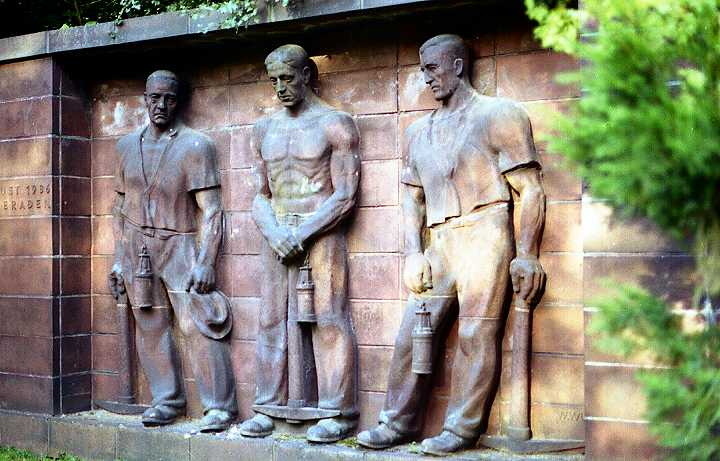
Von Wulff geschaffenes Ehrenmal auf dem Friedhof Bochum-Hamme zum Gedenken an die Verunglückten durch die Schlagwetterexplosion 1936 auf der 9. Sohle der Zeche Vereinigte Präsident

Wilhelm Wulff, eigentlich Wilhelm Buskühl (* 25. April 1891 in Wehringsen bei Soest; † 18. April 1980 in Soest), war ein deutscher Maler und Bildhauer.

## Leben und Wirken
Wulff besuchte 1913/1914 die  Holzschnitzschule Bad Warmbrunn und 1919 die Fachschule für Holzbildhauer. Von 1914 bis 1918 diente er im Deutschen Heer. Als Jugendfreund von Wilhelm Morgner und Wegbegleiter von Eberhard Viegener gilt Wulff als einer der prägenden Köpfe der westfälischen Kunstszene der ersten Hälfte des 20. Jahrhunderts. Sein Frühwerk ist durch expressionistische und konstruktivistische Einflüsse gekennzeichnet. Er war mit Johannes Molzahn befreundet, als dieser 1920 bis 1922 in Soest wohnte. Für die modernen Villen Plange (1926), Sternberg (1927) und Jahn (1930) in Soest, die von Bruno Paul entworfen wurden, schuf Wulff jeweils ein Kaminrelief mit einer Stadtansicht von Soest, die heute noch erhalten sind. Nach einem Studienaufenthalt in Paris im Winter 1928/1929 wandte er sich realistischen Darstellungen zu. Ein Schwerpunkt seines Schaffens bilden öffentliche Auftragsarbeiten, wie etwa Bergarbeiter-Denkmäler im Ruhrgebiet.
Wilhelm Wulff war nach dem Ersten Weltkrieg Mitglied des Deutschen Künstlerbundes bis zu dessen Zwangsauflösung 1936 durch die Reichskunstkammer. Er war seit 1933 Mitglied der Reichskammer der Bildenden Künste. Für diese Zeit ist seine Teilnahme an 16 Ausstellung sicher belegt, darunter 1937, 1943  und 1944  die Großen Deutschen Kunstausstellungen in München.
1966 erhielt er das Bundesverdienstkreuz.
In Soest erinnert ein Straßennamen an das Wirken Wilhelm Wulffs.Wilhelm Wulffs Tochter Ulrike Probst, die im Juli 2014 starb, stiftete ihr Vermögen der Wilhelm Wulff Stiftung mit dem Stiftungszweck der Förderung von Kunst und Kultur zur Pflege und Würdigung des Werkes von Wilhelm Wulff. Der künstlerische Nachlass von Wilhelm Wulff befindet sich im Museum Wilhelm Morgner in Soest.